# Trachymedusae
Trachymedusae é uma ordem de cnidários hidrozoários.

## Famílias
São reconhecidas quatro famílias de Trachymedusae. Geryoniidae é agora considerada como parte de Limnomedusae.
- Halicreatidae
- Petasidae
- Ptychogastriidae
- Rhopalonematidae